# Йоел Ромеро
Йоел Ромеро Паласио (на испански език – Yoel Romero Palacio) е кубински ММА боец и бивш борец в стил Свободна борба. Към август 2019 година той се състезава в шампионата на UFC – средна категория, заемайки временното 3-то място в официалната ранглиста на UFC. Като борец-свободен стил, Ромеро е Световен шампион от Световното първенство по свободна борба в Анкара, Турция 1999 година и носител на сребърен медал от Летните олимпийски игри в Сидни 2000 в категория до 85 килограма. На Летните Олимпийски игри 2004 в Атина той заема четвърто място.
Към 19 август 2019 година има 17 победи и 4 загуби като ММА боец.